# أولف غران
أولف غران (بالسويدية: Ulf Grahn)‏ هو ملحن سويدي، ولد في 17 يناير 1942 في بلدية سولنا في السويد.